# Shangyou Linchang (bondby i Kina, Heilongjiang Sheng, lat 48,70, long 129,42)
Shangyou Linchang (kinesiska: 上游林场) är en bondby i Kina. Den ligger i provinsen Heilongjiang, i den nordöstra delen av landet, omkring 390 kilometer nordost om provinshuvudstaden Harbin. Antalet invånare är 410. Befolkningen består av 196 kvinnor och 214 män. Barn under 15 år utgör 7,0 %, vuxna 15-64 år 75 %, och äldre över 65 år 17,0 %.
Runt Shangyou Linchang är det ganska glesbefolkat, med 40 invånare per kvadratkilometer. Närmaste större samhälle är Linhai Linchang, 17,0 km öster om Shangyou Linchang. I omgivningarna runt Shangyou Linchang växer i huvudsak blandskog.
Genomsnittlig årsnederbörd är 948 millimeter. Den regnigaste månaden är juli, med i genomsnitt 243 mm nederbörd, och den torraste är januari, med 11 mm nederbörd.